# Pury (Familie)

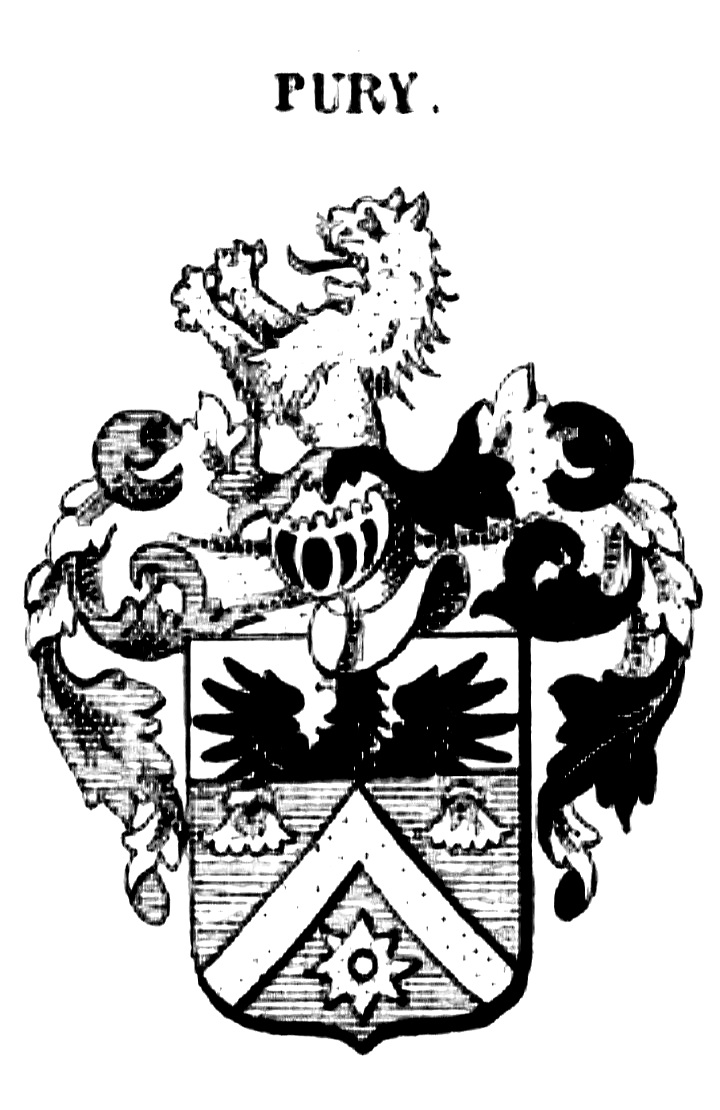
Wappen derer von Pury

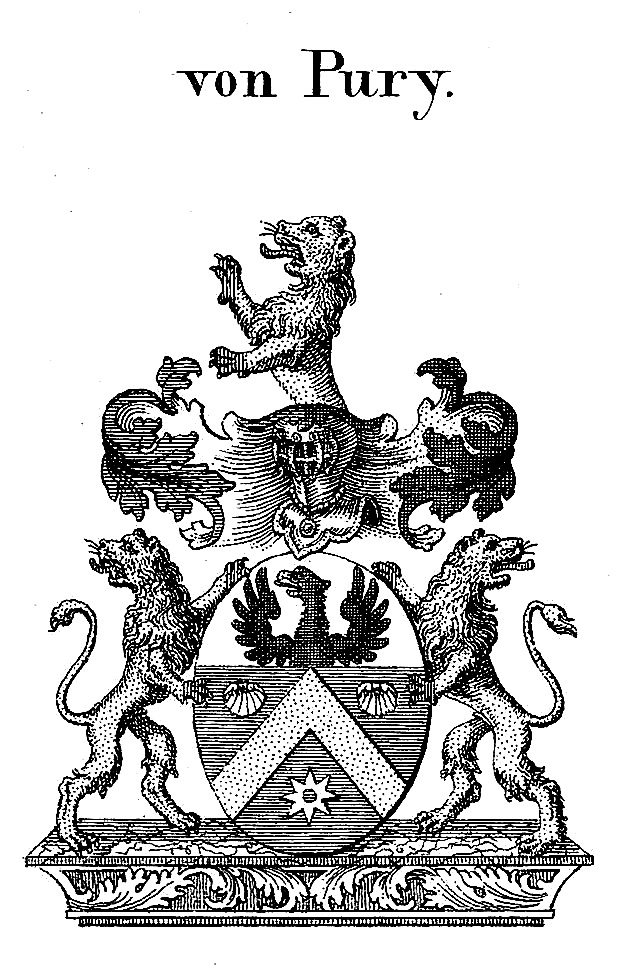
Wappen derer von Pury mit Schildhaltern

Die Familie Pury oder ab 1651 de Pury ist eine aus dem Val de Ruz stammende Neuenburger Patrizierfamilie, welche seit vor 1396 das Bürgerrecht der Stadt Neuenburg besitzt. Henri II. d’Orléans-Longueville erhob die Familie 1651 in den Adelsstand. Sie stellte zahlreiche Juristen, Staatsräte und Militärs.

## Geschichte
Die aus dem Val de Ruz stammende und vor 1396 in Neuenburg eingebürgerte Familie besaß das Ausbürgerrecht von Valangin. 1651 wurde sie von Henri II. d’Orléans-Longueville geadelt. Der Name Pury, den das Adelsdiplom des Königs von Preußen 1709 festschrieb, ist mit der Geschichte Neuenburgs eng verknüpft. 
Das Geschlecht erscheint erstmals mit Perrin Pury (urkundlich 1370–1376) im Val de Ruz. Mit Jehannin Pury (urkundlich 1396–1427), Bürger zu Neuchâtel und gemeinsamer Vorfahr aller späteren Linien, beginnt die gesicherte Stammreihe. Sein Sohn aus zweiter Ehe, Jean, Ratsherr der Stadt Neuenburg und 1481 Säckelmeister, ist der älteste bekannte Offizier der Familie. Er befehligte das Neuenburger Kontingent, das 1475 zur Verstärkung der bernischen Truppen entsandt wurde. Jean (1446 erwähnt, spätestens 1511) hatte vier Kinder, darunter Jehanneret, Ratsherr und Vater von Pierre I., genannt de Rive (1512 erwähnt, spätestens 1552). Dessen Enkel, die Söhne von Pierre II. de Rive (1520 erwähnt, spätestens 1574), begründeten vier Linien.

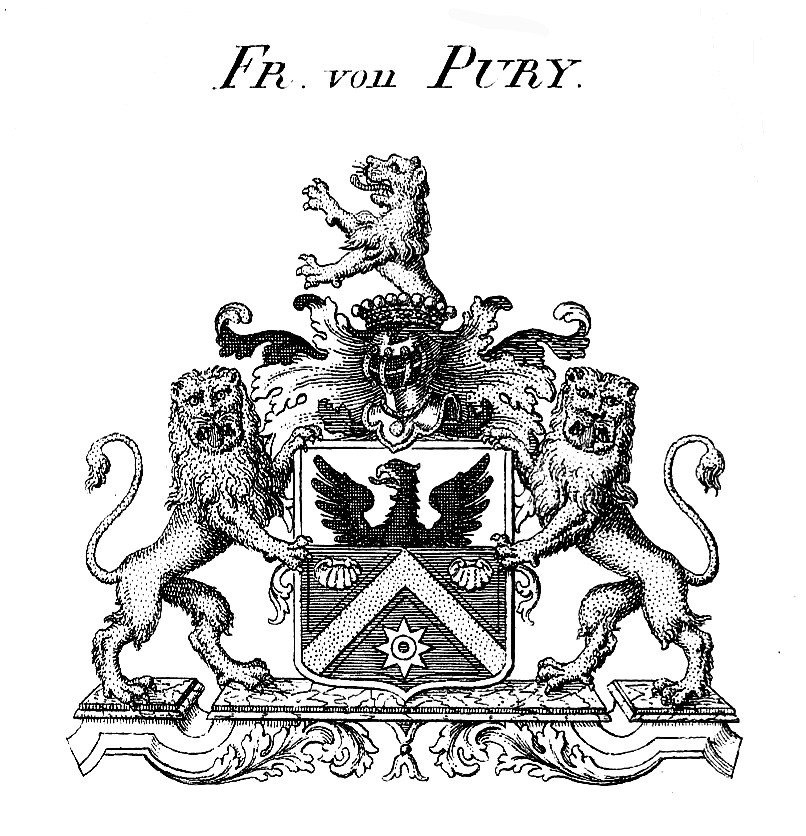
Wappen der Freiherren von Pury

Die erste, im 19. Jahrhundert erloschene Linie stammte von Pierre III. ab (spätestens 1591). Sie stellte zahlreiche Militärs, darunter Abraham, genannt la Pointe (1663), der sich in französischen Diensten hervortat. Pierre III. hatte mehrere Söhne, darunter Jonas, der mit Marie Petitpierre von Couvet, der Tochter von Antoine, dem Statthalter der Kastlanei von Vautravers, verheiratet war. Über diese Heiratsverbindung erlangte die Familie mehrere Güter im Val-de-Travers. Die zweite, zu Beginn des 21. Jahrhunderts noch bestehende Linie geht auf Jean zurück (spätestens 1604). Sie stellte Juristen, Staatsräte und Militärs, darunter Samuel, Abram sowie dessen Söhne Charles-Albert und Abram. Letzterer hatte drei Kinder, darunter Alexandre, von dem der Zweig von David ausgeht. Nachkommen dieses Zweigs wanderten nach Australien und Frankreich aus. Die dritte, de Corcelles genannte und zu Beginn des 21. Jahrhunderts noch bestehende Linie ging von Daniel aus. Ihr entstammten Kaufleute, Pfarrer und Ärzte, die in der Schweiz, in England und in den Vereinigten Staaten lebten, sowie der Diplomat Arthur-Edouard und Abraham, ein Sohn aus zweiter Ehe von Pierre II., war der Begründer der vierten, de Purysbourg genannten Linie, die im 18. Jahrhundert erlosch und zu der Jean Pierre gehörte. Sie verdankt ihre Bedeutung David, Bankier im Dienste des Königs von Portugal. Sein Freiherrentitel ging später auf die erste Linie über. Insgesamt stellte die Familie sieben Staatsräte, zehn Vorsteher von Gerichtsbezirken (Maires und Kastlane), zwanzig Bürgermeister und dreizehn Schlüsselherren der Stadt Neuenburg sowie zahlreiche Militärs in fremden Diensten. Die 1752 von Daniel gegründete Familienkiste (Familienstiftung) bestand zu Beginn des 21. Jahrhunderts noch immer.

## Personen
- David de Pury (1709–1786), Bankier, Diamanten- und Sklavenhändler am Königshof von Portugal; 1785 zum preußischen Freiherren ernannt
- David de Pury (1943–2000), Schweizer Diplomat und Unternehmer
- Edmond-Jean de Pury (1845–1911), Schweizer Genre- und Porträtmaler
- Guillaume de Pury (1831–1890), Schweizer Auswanderer; Winzer und Lokalpolitiker im australischen Victoria
- Jean Pierre Pury (1675–1736), Schweizer Geograph, Kolonialist und Entdecker, bekannt durch seine Klimatheorie
- Roland de Pury (1907–1979), Schweizer protestantischer Pfarrer und Menschenrechtler
- Simon de Pury (* 1951), Schweizer Auktionator, Kunsthändler und Kunstsammler